# 达濠古城
达濠古城 位于汕头市濠江区城区新兴街与永濠街之间，建于清康熙五十六年（1717年），是驻军的堡垒，也是地方官署驻地。有清一代，成为达濠地方军事、政治中心的象征。是广东保存完好的重要海防设施。
达濠古城墙于1988年11月19日列入第一批汕头市文物保护单位，2010年列入第六批广东省文物保护单位。

## 历史
达濠城建于清康熙五十六年。内设招宁司署、达濠守备署、招收场大使署、城隍庙、军装库、火药局等。

## 形制
平面外形为不规划四方形，城周长473米，高5米，面积14000平方米。城南东西两面开有两个拱形城门，分别题“达善门”与“西濠门”，城门上原有城楼。城墙底部为条石垒砌，上部为贝灰三合土夯筑而成，十分结实。城墙顶端列以城垛。城四角设有平台，其中东南角平台最大，面积在200-300平方米之间。近代南面城墙及城垛部分坍塌，1982年达濠镇人民政府拨款重修。
炮位：
达濠城炮十二位。（内二千五百斤三，五百斤、三百五十斤、三百斤各三，三百二十斤一。）

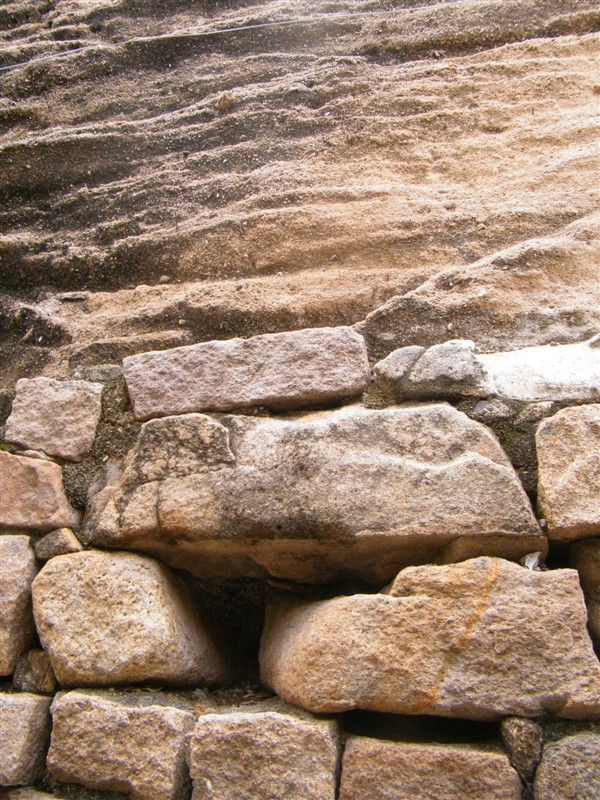
达濠古城城墙局部

## 史籍记载
- 嘉慶 《潮陽縣志》卷之三城池

達濠城，在潮陽縣東三十里外河東.地乃孤懸島嶼，扼吭之區。創自國朝康熙五十六年，城周圍一百四十二丈，高一丈五尺。西至海門城三十里，東至澄海縣蓬洲城四十里。前橫一河，即達濠港，港內商漁船隻千艘，灣泊東西兩岸。山多田少，襍以鹽埕。自港而南距達濠城十六里名河渡口，即外洋。自港而北距達濠城二十里名磊石口，達內河，接澄、揭二縣；迤西而上直接潮陽後溪港。城內駐水師守備、千、把，招寧巡檢司，河東場鹽課大使。
|  |  |